# Pencahue
Pencahue ist eine Stadt und Gemeinde in der Provinz Talca in der Región del Maule in Chile. Bei der Volkszählung im Jahr 2017 hatte sie 8245 Einwohner. Die Gemeinde erstreckt sich über eine Fläche von 956,8 km².

## Geschichte
Die von den Ureinwohnern als „Pencahue“ bezeichnete Region wird vom Estero Los Puercos durchquert, einem Nebenfluss des Río Maule. Dieses Gebiet ist auch deshalb bedeutsam, weil es ein Durchzugsort für die Truppen von Lautaro war, bevor er 1557 in der Schlacht von Peteroa besiegt wurde. Entgegen mancher lokaler Überlieferungen wurde Bernardo O’Higgins nicht hier geboren, sondern in Chillán; allerdings verbrachte er seine ersten Lebensjahre auf dem heutigen „Fundo Quepo“ unter der Aufsicht seines Erziehers.
Die Ortschaft Pencahue wurde offiziell am 15. April 1794 unter der Gouverneurschaft von Ambrosio O’Higgins gegründet. Die Gemeinde entstand durch das Dekret zur Schaffung von Gemeinden in Chile, das am 22. Dezember 1891 erlassen wurde.
Ein zentraler Aspekt in der Geschichte und territorialen Entwicklung von Pencahue ist der Ramal Talca-Constitución, der die Gemeinde entlang des Nordufers des Río Maule durchquert. Der Bau dieser Nebenstrecke begann 1889 im Auftrag der North and South American Company während der Präsidentschaft von José Manuel Balmaceda. Der erste Streckenabschnitt zwischen den Bahnhöfen Talca und Curtiduría wurde am 13. August 1892 eröffnet. Am 1. November 1894 folgte die Inbetriebnahme des Abschnitts bis zur Station Pichamán. Die Bauarbeiten schritten anschließend nur langsam voran, bis schließlich das Nordufer des Río Maule gegenüber von Constitución erreicht wurde; die erste Station in diesem Abschnitt, Banco de Arena, wurde 1902 eingerichtet. Der heutige Bahnhof Constitución sowie die Brücke Banco de Arena wurden im Jahr 1915 eröffnet. Der Bau dieses Eisenbahnprojekts dauerte insgesamt fast 26 Jahre und fiel in die Amtszeiten von sieben Präsidenten, von José Manuel Balmaceda bis Ramón Barros Luco. Die offizielle Einweihung der Strecke erfolgte am 19. Dezember 1915 zu Beginn der Amtszeit von Juan Luis Sanfuentes.
Pencahue ist bis heute eine überwiegend ländlich geprägte Gemeinde geblieben, mit langsamem Wachstum und ohne größere Ausweitung des bewohnten Gebiets.

## Bevölkerung
Laut der Volkszählung des Nationalen Statistikinstituts von 2002 hatte Pencahue 8315 Einwohner; davon lebten 2037 (24,5 %) in städtischen Gebieten und 6278 (75,5 %) auf dem Land. Zu dieser Zeit gab es 4517 Männer und 3798 Frauen. Die Bevölkerung wuchs zwischen den Volkszählungen von 1992 und 2002 um 5,9 % (461 Personen). Im Jahr 2017 zählte man 8245 Personen.

## Orte
Innerhalb der Gemeinde befinden sich folgende Orte:
- Pencahue
- Lo Figueroa
- Corinto
- Batuco
- Botalcura
- Toconey
- Curtiduría
- Las Tizas
- Las Doscientas
- Los Cristales
- González Bastías
- Tapihue